# Giuseppe Fioroni

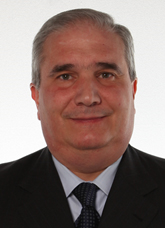
Giuseppe Fioroni (2013)

Giuseppe Fioroni (* 14. Oktober 1958 in Viterbo) ist ein italienischer Politiker des Partito Democratico (PD). Vom 17. Mai 2006 bis zum 8. Mai 2008 amtierte er im zweiten Kabinett Prodi als Bildungsminister.

## Politische Karriere
Fioroni hat an der Università Cattolica del Sacro Cuore in Rom Medizin und Chirurgie studiert und arbeitete zunächst als Internist und Hochschuldozent. Neben seinen politischen Ämtern und seiner andauernden Forschungstätigkeit an der Gemelli-Klinik hat er auch einen Sitz in den Verwaltungsräten des Obersten Gesundheitsinstituts (Istituto Superiore di Sanità) und des Obersten Instituts zur Vorsorge und Sicherheit am Arbeitsplatz (Istituto Superiore di Prevenzione e Sicurezza sul Lavoro).
In seinen jungen Jahren engagierte sich Fioroni in christdemokratischen Jugend- und Pfadfinderorganisationen und wurde Vorsitzender der Democrazia Cristiana (DC) in seiner Heimatstadt Viterbo. Nach seinen Mandaten im Stadtrat, dann im Provinzrat von Viterbo wurde er 1989 zum Bürgermeister der Stadt gewählt und war seinerzeit (bis 1995) der jüngste Bürgermeister in einer italienischen Provinzhauptstadt. Nach dem Zerfall der DC gehörte Fioroni der Partito Popolare Italiano (PPI) an.

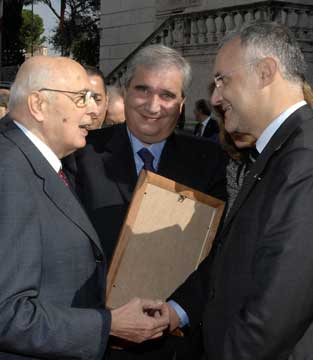
Fioroni (Mitte) mit Staatspräsident Giorgio Napolitano (links) und Mario Mauro (rechts), 2007

Bei der Parlamentswahl 1996 wurde er als Direktkandidat des Mitte-links-Bündnisses L’Ulivo im Wahlkreis Viterbo in das italienische Abgeordnetenhaus gewählt. Er wurde gesundheitspolitischer Sprecher der Partito Popolare Italiano, dessen organisatorische Leitung er 1999 übernahm. Nach seiner Wiederwahl bei den Parlamentswahlen 2001 über die Regionalliste Sardinien schloss sich Fioroni der Nachfolgepartei Democrazia è Libertà – La Margherita an, in der er zunächst für die Sozialpolitik, dann für die Gemeindeverbände zuständig war.
Auch die Wahlen im April 2006 bestätigten seinen Parlamentssitz. Fioroni wurde in der 15. Legislaturperiode als Bildungsminister (Ministro della Pubblica Istruzione) in die Mitte-links-Regierung von Romano Prodi berufen. Am 23. Mai 2007 gehörte er zu den Unterzeichnern der Initiative zur Gründung der Sammlungspartei Partito Democratico. 
Innerhalb der PD gründete und führte Fioroni gemeinsam mit Dario Franceschini die christdemokratische und linkskatholische Strömung Quarta Fase. Im Februar 2014 stimmte er als einziges Mitglied des Parteivorstands gegen den Beitritt der PD zur Sozialdemokratischen Partei Europas. Von 2014 bis 2018 war Fioroni Vorsitzender des parlamentarischen Untersuchungsausschusses zu Entführung und Tod von Aldo Moro. Bei der Parlamentswahl 2018 trat er erneut als Direktkandidat im Wahlkreis Viterbo an, wurde aber nicht gewählt.
Fioroni ist verheiratet und hat einen Sohn.